# جون فريس (موظف مدني)
جون فريس (بالدنماركية: Johan Friis)‏ هو موظف مدني دنماركي، ولد في 20 ديسمبر 1494، وتوفي في 5 ديسمبر 1570.

## وصلات خارجية
- جون فريس على موقع الموسوعة البريطانية (الإنجليزية)